# Ліґота (Остшешовський повіт)
Ліґота (пол. Ligota) — село в Польщі, у гміні Кобиля Ґура Остшешовського повіту Великопольського воєводства.
Населення — 340 осіб (2011).
У 1975-1998 роках село належало до Каліського воєводства.

## Демографія
Демографічна структура станом на 31 березня 2011 року:
|          | Загалом | Допрацездатний вік | Працездатний вік | Постпрацездатний вік |
| -------- | ------- | ------------------ | ---------------- | -------------------- |
| Чоловіки | 168     | 41                 | 107              | 20                   |
| Жінки    | 172     | 38                 | 101              | 33                   |
| Разом    | 340     | 79                 | 208              | 53                   |